# Fortifications de Cernay
Les fortifications de Cernay sont un monument historique situé à Cernay, dans le département français du Haut-Rhin.

## Localisation
Cette construction est située au 12, rue James-Barbier à Cernay.

## Historique
L'édifice fait l'objet d'un classement au titre des monuments historiques depuis 1937.

## Architecture
Tour d'artillerie à deux étages de canonnières du XVIe siècle.